# 음성 가이드

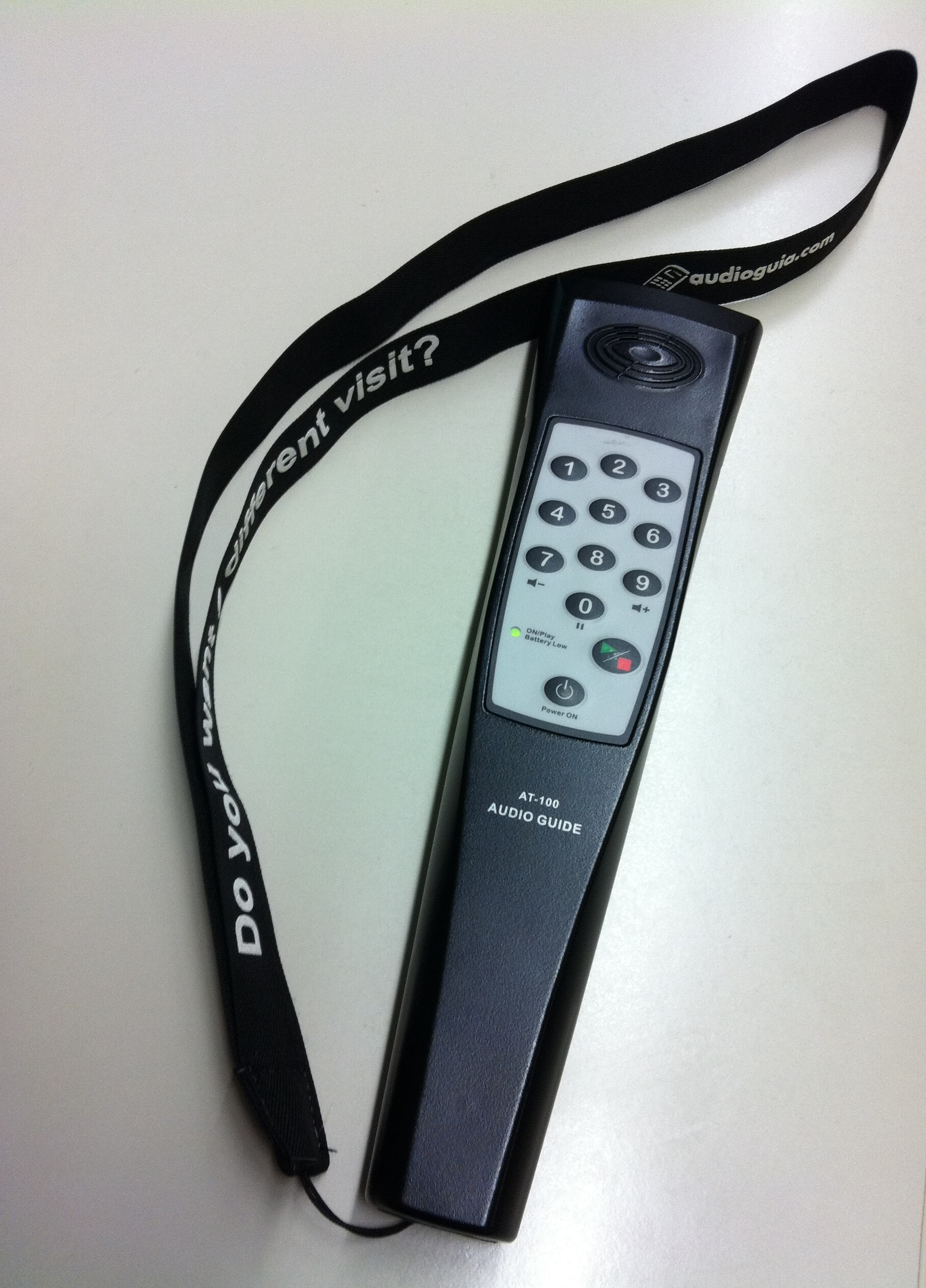
음성 가이드

음성 가이드는 박물관이나 미술관 등의 전시회와 연극 공연에 대한 음성 해설을 관람객에게 제공하는 서비스이다.
일반적으로 핸드헬드 장치를 통해 박물관과 같은 방문자 명소에 녹음된 음성 해설을 제공한다. 그들은 또한 야외 장소의 셀프 가이드 투어 또는 조직된 투어의 일부로 사용할 수 있다. 보고 있는 항목에 대한 배경, 컨텍스트 및 정보를 제공한다. 오디오 가이드는 종종 다국어 버전으로 제공되며 다양한 방식으로 제공될 수 있다. 좀 더 정교한 투어에는 오리지널 음악과 인터뷰가 포함될 수 있다. 그들은 전통적으로 현장에서 대여하거나 최근에는 인터넷에서 다운로드하거나 휴대폰 네트워크를 통해 사용할 수 있다. 일부 오디오 가이드는 무료이거나 입장료에 포함되어 있으며, 다른 오디오 가이드는 별도로 구입해야 한다.